# リリー・ハンダヤニ
リリー・ハンダヤニ（Lilies Handayani、1965年4月15日-）は、インドネシアの女子アーチェリー選手。東ジャワ州スラバヤ出身。
1988年ソウルオリンピックにてアーチェリー女子団体でナフィトリヤナ・サイマン、クスマ・ワドハニとともに銀メダルを獲得した。